# Przewodnik (stopień instruktorski)
Przewodnik (forma żeńska: przewodniczka, skrót: pwd.) – pierwszy harcerski stopień instruktorski. Jego posiadacz wyróżnia się  filcową, granatową podkładką pod krzyżem harcerskim oraz granatową plakietką w kształcie lilijki (tzw. lilijką instruktorską) noszoną na lewym rękawie munduru harcerskiego. W harcerstwie przedwojennym zamiast stopnia istniał tytuł drużynowego po próbie (DPP), oznaczany w identyczny sposób. 
Związek Harcerstwa Polskiego w okresie PRL wyróżniał niższy stopień – organizator. Do dziś funkcjonuje on w NKIH Leśna Szkółka oraz w Kręgu Harcerskim „Drzewo Pokoju”.

## Związek Harcerstwa Polskiego

### Idea stopnia
Swoją postawą propaguje harcerski system wartości wynikający z Przyrzeczenia i Prawa Harcerskiego. Poznaje siebie i motywy swojego postępowania. Pracuje nad własnymi słabościami i rozwija zdolności. Jest wzorem dla harcerzy. We współdziałaniu z dziećmi i młodzieżą znajduje radość, umie być starszym kolegą i przewodnikiem. Bierze aktywny udział w życiu drużyny, świadomie stosując metodę harcerską i wykorzystując przykład osobisty do realizacji celów wychowawczych. Ma poczucie odpowiedzialności za pracę i powierzoną grupę. Współtworzy hufcową wspólnotę. Ma świadomość wychowawczej roli służby w harcerstwie.

### Warunki otwarcia próby
- Złożenie Przyrzeczenia Harcerskiego.
- Przedstawienie KSI programu swojej próby, zapewniającego realizację wymagań.
- Ukończone 16 lat.

### Wymagania
1. Kształtuje własną osobowość zgodnie z Prawem Harcerskim, w tym ułożył i konsekwentnie realizował plan swojego rozwoju.
2. Pogłębia swoją wiedzę i rozwija swoje zainteresowania.
3. Zachowuje właściwe proporcje w wypełnianiu obowiązków wynikających z przynależności do różnych grup społecznych (rodzina, szkoła, drużyna, środowisko zawodowe).
4. Podejmuje stałą służbę w swoim harcerskim środowisku.
5. Bierze udział w życiu hufca.
6. W trakcie minimum 9-miesięcznej aktywnej służby w gromadzie/drużynie wykazał się umiejętnością pracy wychowawczej metodą harcerską z dziećmi lub młodzieżą w wybranej grupie wiekowej,
  - w tym umiejętnościami:
    - stosowania instrumentów metodycznych,
    - stosowania systemu małych grup,
    - tworzenia programu gromady/drużyny, jego realizacji i podsumowania,
    - pracy z Prawem i Przyrzeczeniem / Prawem i Obietnicą,
    - samodzielnego prowadzenia zbiórek

  - oraz uczestniczył w:
    - organizacji wyjazdowych form pracy wykorzystujących kontakt z przyrodą,
    - organizowaniu oraz przeprowadzeniu gier i form pracy w terenie uwzględniających współdziałanie i współzawodnictwo,
    - pozyskiwaniu środków finansowych lub innych form wsparcia działalności gromady/drużyny,
    - organizacji obozu (kolonii) lub zimowiska drużyny/gromady i pełnił na nim funkcję,
    - prowadzeniu dokumentacji niezbędnej do działania gromady/drużyny,
    - współpracy ze środowiskiem działania – rodzicami, szkołą itp.
7. Wykazał się umiejętnością stosowania zasad dotyczących umundurowania, musztry, ceremoniału harcerskiego w pracy z drużyną.
8. Wiedzę zdobytą w harcerskiej literaturze i mediach wykorzystał w pracy wychowawczej. Przeczytał minimum 3 książki harcerskie.

### Warunki zamknięcia próby
1. Osiągnięcie poziomu opisanego w idei stopnia i zrealizowanie wymagań próby.
2. Przestrzeganie zasad „Polityki ochrony bezpieczeństwa dzieci w ZHP” oraz innych przepisów dotyczących zasad bezpieczeństwa w pracy z dziećmi i młodzieżą.
3. Posiadanie wiedzy i umiejętności na poziomie stopnia harcerki orlej – harcerza orlego.
4. Ukończenie minimum 15-godzinnego kursu pierwszej pomocy zawierającego zajęcia w praktyce.
5. Pozytywnie oceniona służba w gromadzie/drużynie w okresie realizacji próby.
6. Ukończenie kursu przewodnikowskiego.
7. Posiadanie wiedzy i umiejętności odpowiadających wymaganiom stawianym wychowawcom wypoczynku.

### Uprawnienia wynikające z posiadania stopnia
Osoba w stopniu przewodnika może:
- przyjmować w imieniu organizacji Obietnicę zucha, Przyrzeczenie Harcerskie
- pełnić funkcje instruktorskie
- kandydować do władz i zasiadać we władzach ZHP (z wyjątkiem komendanta chorągwi, Przewodniczącego ZHP, Naczelnika ZHP i członków sądów harcerskich, którymi mogą być wyłącznie harcmistrzowie)
- być wychowawcą w placówce wypoczynku, bez konieczności ukończenia kursu dla wychowawców placówek wypoczynku[2].
- zdobyć Brązową Odznakę Kadry Kształcącej.

## Związek Harcerstwa Polskiego
Stopień przewodnik (przewodniczka) jest pierwszym stopniem instruktorskim w ZHP. Uprawnia on do m.in. zostania drużynowym jednostki lub pełnienia funkcji instruktorskich czy do odbierania obietnicy zuchowej, przyrzeczenia harcerskiego czy zobowiązania instruktorskiego innego instruktora. 
Zdobycie go nie jest obowiązkiem każdego harcerza — otworzenia stopnia podejmują się przede wszystkim wędrownicy, którzy pełnią funkcje głównie wychowawcze i planują swoją dalszą ścieżkę w ZHP jako wychowawcy, komendanci, lub ich zastępcy. Na dzień 01.01.2020 liczebność Przewodniczek i Przewodników w ZHP wynosiła odpowiednio, 2938 Przewodniczek i 1837 Przewodników. 